# Dihammaphora parana
Dihammaphora parana là một loài bọ cánh cứng trong họ Cerambycidae.